# ACレニャーノ
ACレニャーノ（イタリア語: Associazione Calcio Legnano）は、イタリアのレニャーノをホームタウンとするサッカークラブである。2020-21シーズンは セリエDに所属している。

## 歴史
ACレニャーノは1913年1月1日に創設された。2009-10シーズンはレガ・プロ・セコンダ・ディヴィジオーネ（4部）に所属していたが、財政問題により、リーグから除外された。
2011年、ASDレニャーノ・カルチョ1913（イタリア語: Associazione Sportiva Dilettantistica Legnano Calcio 1913）として再創設された。2011-12シーズンはプリマ・カテゴリア・ロンバルディア（8部）のジローネNで1位になり、プロモツィオーネ（7部）に昇格した。2012-13シーズンはプロモツィオーネ・ロンバルディアのジローネAで1位になり、エッチェッレンツァ（当時6部/2014-15シーズン以降は5部）に昇格した。
2015年、ACレニャーノのクラブ名とエンブレムが復活した。

## 過去の成績
- 2011-12 プリマ・カテゴリア・ロンバルディア・ジローネN 1位
- 2012-13 プロモツィオーネ・ロンバルディア・ジローネA 1位
- 2013-14 エッチェッレンツァ・ロンバルディア・ジローネA 2位
- 2014-15 エッチェッレンツァ・ロンバルディア・ジローネA 4位
- 2015-16 エッチェッレンツァ・ロンバルディア・ジローネA

## 歴代所属選手
- ニコラ・フレイ 2004-2005
- ルイジ・リーヴァ 1962-1963
- ワルテル・ノヴェッリーノ 1970-1972
- マルコ・シモーネ 2005-2006
- エリア・レガーティ 2006-2008
- ジョナタン・ロッシーニ 2008-2009

## 歴代監督
- ピエルルイジ・カジラギ 2003-2004